# Nalbufina
La nalbufina, vendida bajo las marcas Nubain entre otras, es un analgésico opioide que se utiliza en el tratamiento del dolor. Se administra mediante inyección en una vena, un músculo o una grasa.
Los efectos secundarios de la nalbufina incluyen sedación, sudoración, pegajosidad, náuseas, vómitos, mareos, vértigo, sequedad de boca y dolor de cabeza. A diferencia de otros opioides, tiene poca o ninguna capacidad de causar euforia o depresión respiratoria. También hay poca o ninguna incidencia de disforia, disociación, alucinaciones y efectos secundarios relacionados en dosis terapéuticas típicas. La nalbufina es un modulador opioide agonista-antagonista mixto. Específicamente, actúa como un agonista parcial o antagonista opioide de eficacia moderada del receptor opioide μ (MOR) y como un agonista parcial de alta eficacia del receptor opioide κ (KOR), mientras que tiene una afinidad relativamente baja por el receptor opioide δ (DOR) y los receptores sigma.
La nalbufina fue patentada en 1963 y se introdujo para uso médico en los Estados Unidos en 1979. Se comercializa en muchos países alrededor del mundo.